# Pieve del Cairo
Pieve del Cairo (lombardul: La Piev) település Olaszországban, Lombardia régióban, Pavia megyében. Lakosainak száma 1745 fő (2023. január 1.). Pieve del Cairo Ferrera Erbognone, Gambarana, Isola Sant’Antonio, Mezzana Bigli, Villa Biscossi, Mede, Bassignana és Galliavola községekkel határos.

## Népesség
A település lakossága az elmúlt években az alábbi módon változott:
| Lakosok száma | 1990 | 1962 | 1745 |
|               | 2017 | 2018 | 2023 |